# نوآباد، تاجیکستان
نوآباد یک منطقهٔ مسکونی در تاجیکستان است که در ولایت سغد واقع شده‌است.